# Apixtepec
Apixtepec är en ort i Mexiko.   Den ligger i kommunen Zongolica och delstaten Veracruz, i den sydöstra delen av landet, 240 km öster om huvudstaden Mexico City. Apixtepec ligger 1 040 meter över havet och antalet invånare är 149.
Terrängen runt Apixtepec är kuperad österut, men västerut är den bergig. Terrängen runt Apixtepec sluttar österut. Runt Apixtepec är det ganska tätbefolkat, med 155 invånare per kvadratkilometer. Närmaste större samhälle är Córdoba, 19,8 km norr om Apixtepec. I omgivningarna runt Apixtepec växer i huvudsak städsegrön lövskog.